# Tachaea lacustris
Tachaea lacustris is een pissebed uit de familie Corallanidae. De wetenschappelijke naam van de soort is voor het eerst geldig gepubliceerd in 1892 door Weber.